# Francesco Maria Raineri
Francesco Maria Raineri (Schivenoglia, 2 febbraio 1676 – Mantova, 28 febbraio 1758) è stato un pittore italiano.

## Biografia

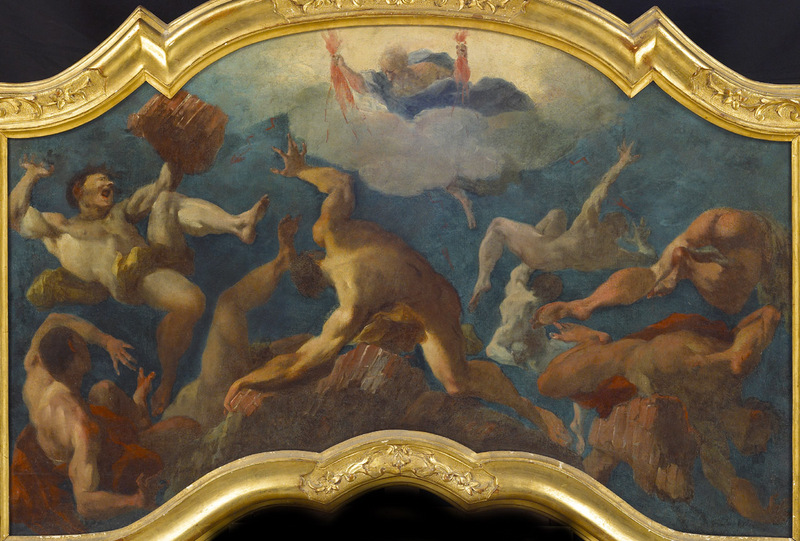
La caduta dei giganti (collezione privata)

Quinto di sette figli, quattro maschi e tre femmine, nato da Laura Tomirotti e da Angelo Raineri, entrambi benestanti, rimase orfano da giovane di entrambi i genitori (la madre muore nel 1681 e il padre nel 1694). Per questo, è molto probabile che il Raineri sia stato avviato per l'istruzione a Mantova presso un collegio o convitto religioso dove oltre il normale insegnamento del leggere e scrivere e far di conto avrà appreso anche il gusto per l'arte, dato che in quel tempo ancora nella città di Mantova esistevano notevoli capolavori sparsi tra la reggia Gonzaga, il Te, le case patrizie, le chiese.
Detto "Lo Schivenoglia", fu allievo di Giovanni Canti, da cui apprese la tecnica di una pittura stesa velocemente con pennellate rapide e decise. Superò di gran lunga il maestro e raggiunse livelli eccelsi grazie al suo spessore inventivo, all'originalità e all'estro pittorico, all'abilità nel disegno, alla novità della sua programmata asimmetria che porta ad un'innovazione dell'estetica e della composizione spaziale delle tele. Fu fonte di ispirazione per la successiva produzione mitteleuropea di importanti maestri, in particolare si è voluta leggere in questo pittore un'anticipazione di Paul Troger e di Franz Anton Maulbertsch.
Collaborò su tele e affreschi con Giuseppe Bazzani (1690-1769), anch'egli allievo del Canti.
Esponente del Rococò, il Raineri si fa portatore dei segni inquietanti del Settecento, secolo in cui molte certezze svaniscono e vengono sostituite da speranze e da insicurezze.
Fu ricordato come pittore di battaglie e paesaggi (vedutista) dai contemporanei che cercarono di sminuirne le capacità non essendo ben visto dai potenti dell'epoca. 
Leopoldo Camillo Volta nel 1777 lo ricorda così: «A forza di un lungo studio sulle opere dei migliori Maestri, e sulla natura, era giunto a possedere tutte le necessarie cognizioni, e a comprendere perfettamente tutte le recondite finezze dell'arte. Non eravi forse chi sapesse disegnare il nudo meglio di lui. Bazzani suo amico era solito dargli a correggere i propri quadri, e di studiare i suoi disegni».
Dipinse battaglie, scene mitologiche, ritratti, figure sacre, scene religiose e paesaggi. 
È stato definito il «surrealista del Settecento mantovano». Si rapportò sia alla pittura lombarda che a quella emiliana. Tenne una scuola di pittura.
Fu nominato primo direttore dell'Accademia delle Belle Arti di Mantova (detta anche Teresiana) nel 1753. 
L'Accademia fu fondata da Giovanni Cadioli (pittore) nel 1752 dopo l'autorizzazione di Maria Teresa d'Austria. A Giovanni Cadioli, preparatore delle tele dei dipinti e pittore, e ad Antonio Bonoris, pittore, lasciò in eredità (come da testamento) tutto il suo studio.
Diverse sue opere sono state vendute da Sotheby's raggiungendo aggiudicazioni massime di 44.000 e 96.000 euro rispettivamente per due battaglie.
Quattro sue opere sono presenti nella collezione Cavallini-Sgarbi.

## Opere
- Sant'Anselmo che benedice le armi di Matilde di Canossa: Chiesa parrocchiale di Quingentole[11];
- Trapasso di San Francesco: Chiesa parrocchiale di Schivenoglia;
- Gli Apostoli Filippo e Giacomo, San Francesco di Assisi e San Carlo Borromeo, il Battesimo di Cristo: Chiesa parrocchiale di Serravalle a Po;
- San Sebastiano: Basilica di Sant'Andrea a Mantova;
- San Sebastiano: Chiesa parrocchiale di Sailetto;
- Via crucis (14 episodi): Chiesa di San Barnaba a Mantova;
- Decorazione e Nudità mitologiche sul soffitto: Palazzo Cavriani a Mantova;
- San Giuseppe in gloria e Santi: Museo del Palazzo Ducale a Mantova;
- Nettuno sui cavalli marini: Museo del Palazzo Ducale a Mantova[12];
- Crocefisso: Chiesa parrocchiale di Montanara;
- Miracolo di San Francesco di Paola: Chiesa della Beata Vergine Maria della Misericordia, detta della Disciplina, a Bozzolo;
- Rebecca al pozzo e Il sacrificio di Isacco: Chiesa parrocchiale di Boccadiganda di Borgoforte;
- Il transito di San Giuseppe: Santuario Beata Vergine della Porta a Guastalla;
- Santa Teresa d'Avila: Chiesa parrocchiale di Barbasso;
- Cacciata dal tempio dei mercanti: Canonica della Chiesa parrocchiale di Goito;
- San Gaetano: Chiesa parrocchiale di Palidano;
- Gesù tra i dottori e Gesù scaccia i mercanti dal tempio: Chiesa Santa Maria della Carità di Mantova;
- Misteri del rosario: chiesa parrocchiale di Cavriana;
- Cristo deposto con San Francesco e Maria Maddalena: chiesa parrocchiale di Luzzara;
- Gesù circondato da figure virili: Basilica palatina di Santa Barbara di Mantova;
- Sogno di San Giuseppe: Galleria dell'Accademia Carrara, Bergamo;
- Il Cristo che incontra la madre, Antonio Guidi Di Bagno, Ex voto: Museo diocesano Francesco Gonzaga di Mantova;
- Fuga in Egitto: Palazzo d'Arco di Mantova;
- 6 affreschi: Ritratto di una giovinetta velata, Venere veglia cupido dormiente, Ritratto di una giovinetta con i fiori; Venere e Cupido che piange, Venere con cupido in braccio, Giovane guerriero con paggio: Villa Strozzi di Begozzo frazione di Palidano di Gonzaga.

### Collezioni private
- Deposizione;
- Santi Andrea e Longino;
- Visitazione;
- Presepe;
- Sacra famiglia con Giovanni Battista e Sant'Anna;
- Incredulità di San Tommaso;
- Incredulità di San Tommaso (ovale);
- Pesca miracolosa;
- Consegna delle chiavi;
- Santissima eucaristia;
- Trionfo di un imperatore;
- Santa in estasi;
- Commiato di Gesù alla Vergine;
- Pannello decorativo di soffitto;
- Ritratti degli Strozzi;
- Albero genealogico degli Strozzi;
- Quattro sovrapporte: Caduta dei giganti, Ratto d'Europa, Allegoria delle tre Arti, Scena di sacrificio;
- Battaglia di cavalieri turchi e cristiani;
- Battaglia tra cavalieri turchi e cristiani 111*81;
- Scena di battaglia lungo il fiume;
- Battaglia eroica;
- Scena di battaglia;
- Altre due Scene di Battaglia;
- La battaglia di Canne;
- Alessandro e la famiglia di Dario;
- Assedio di Vienna;
- Battaglia contro i Turchi;
- Annunciazione;
- Trionfo di un imperatore (Alessandro);
- Santo Vescovo che indica vari Santi alla Trinità;
- Cattura di Cristo;
- Santa Teresa;
- Ester e Assuero;
- Battaglia tra Scipione l'Africano e i Cartaginesi.

Opere dello Schivenoglia o più probabilmente della sua scuola: 

- San Luca, San Marco, San Matteo e Suora domenicana: Chiesa parrocchiale di Sacchetta di Sustinente;
- San Luigi: Chiesa parrocchiale di Gonzaga;
- Ammazzonomachia: Villa Strozzi di Begozzo frazione di Palidano di Gonzaga;
- Sacra famiglia con San Gaetano da Thiene;
- Giacobbe che benedice la primogenitura di Esaù;
- San Lorenzo: chiesa parrocchiale di Canicossa;
- Storie di Sansone: Leffe;
- La strage degli innocenti;
- Angeli adoranti il Santissimo Sacramento (più probabilmente di Siro Baroni): Chiesa parrocchiale di Dosolo.

Alla luce del documento testamentario, alcuni dipinti attribuiti al Canti, al Bazzani e al Cadioli dovrebbero essere rimeditati, anche se esistono documenti, tipo bolle di pagamento, che ne attestano l'autografia.

## Galleria d'immagini

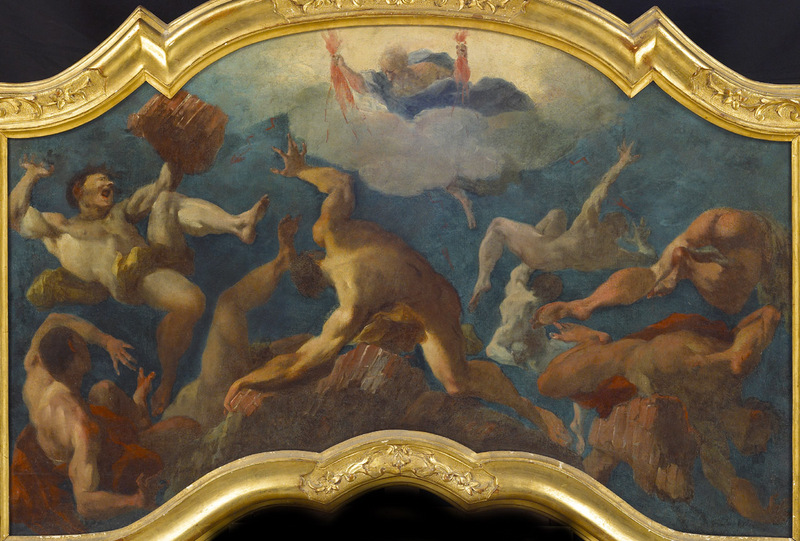
Caduta dei giganti
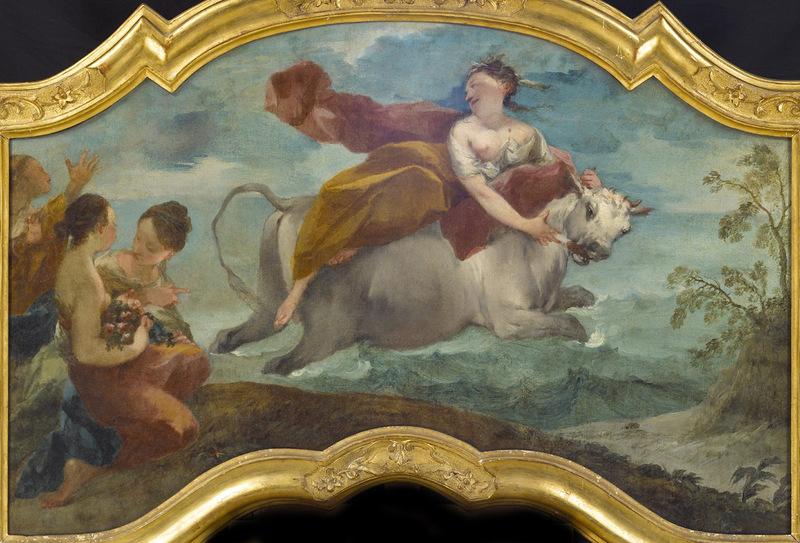
Ratto d`Europa
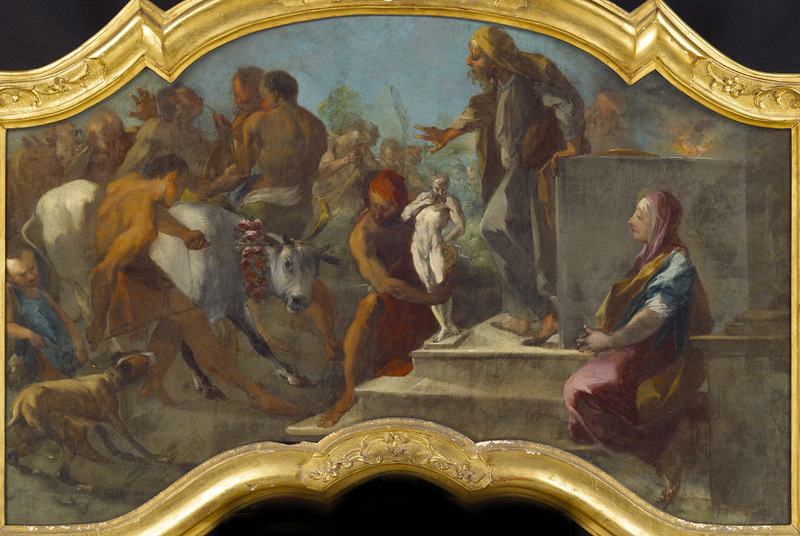
Scena di sacrificio
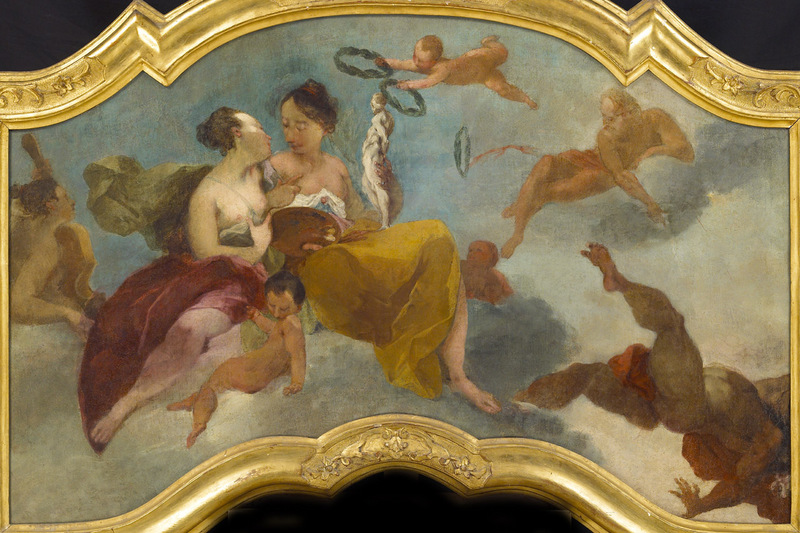
Allegoria delle tre arti
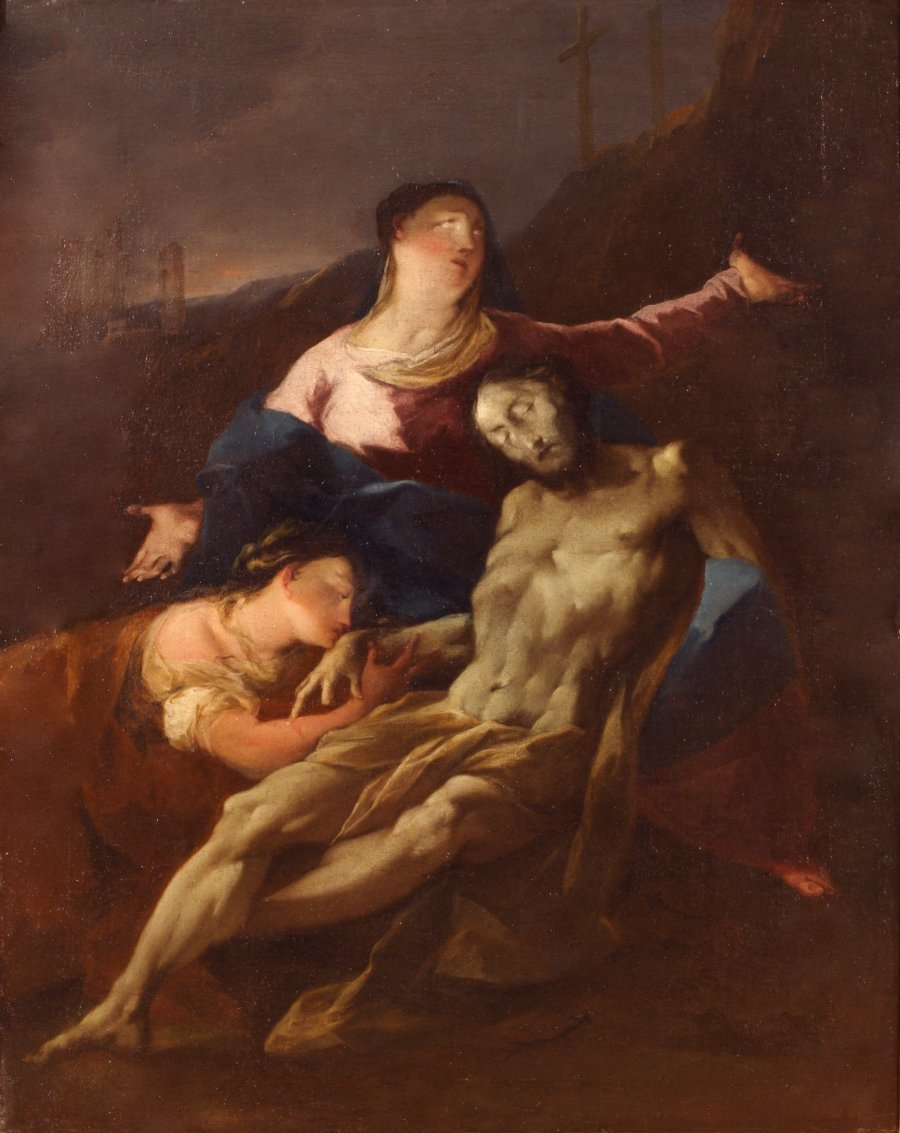
Pietà
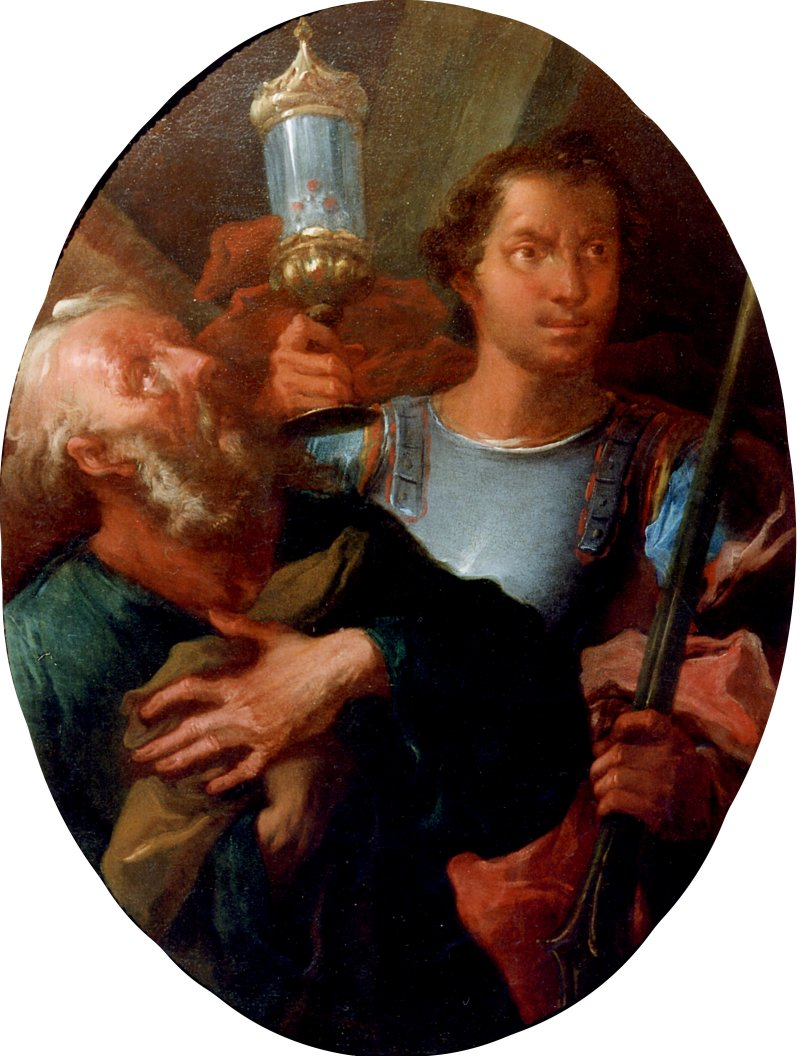
Sant'Andrea e San Longino
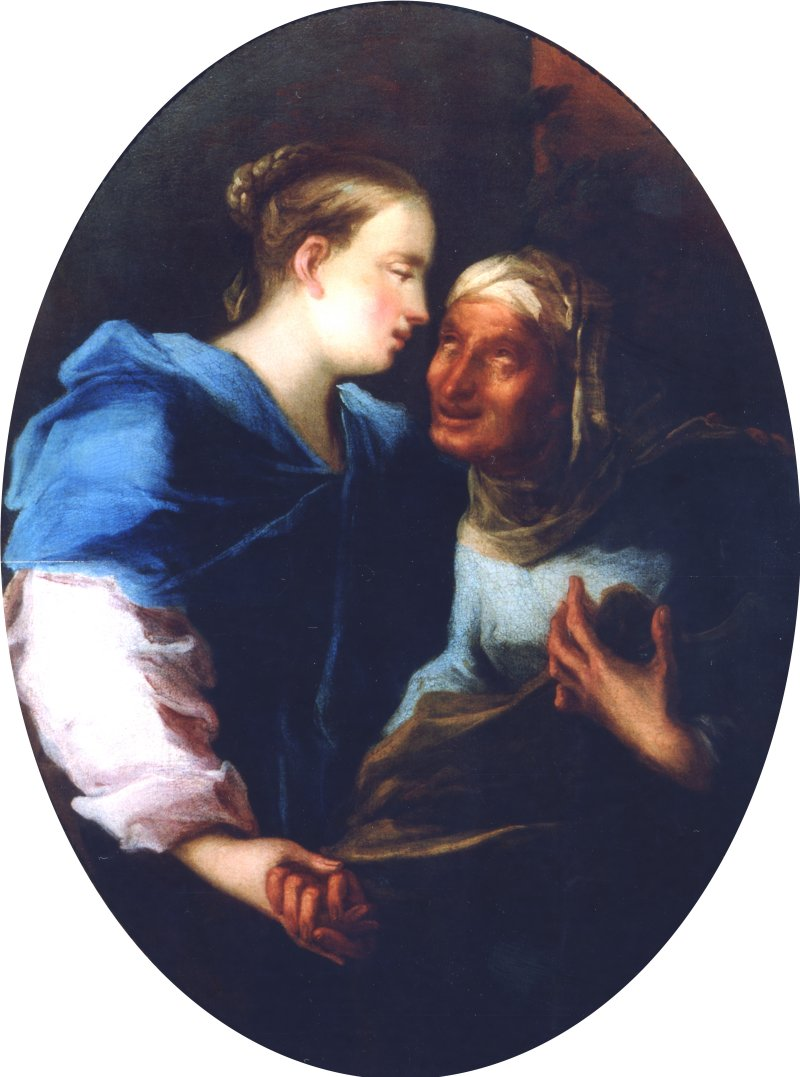
Visitazione della Beata Vergine
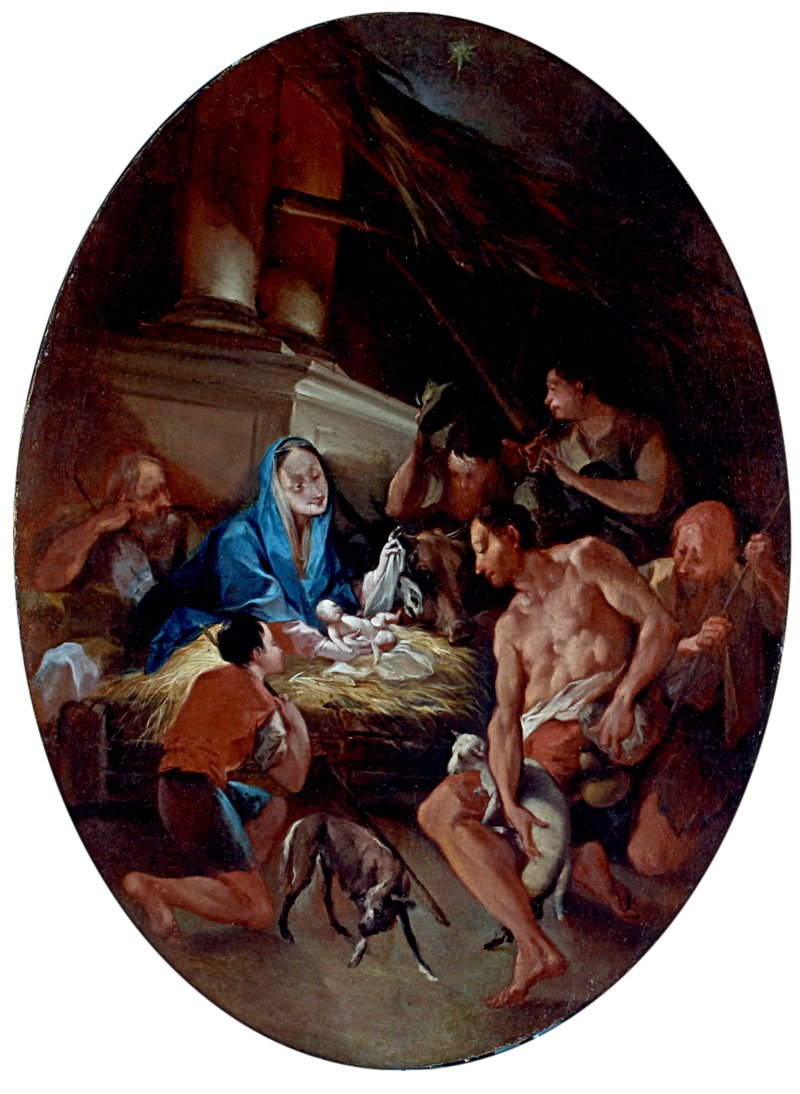
Il presepe
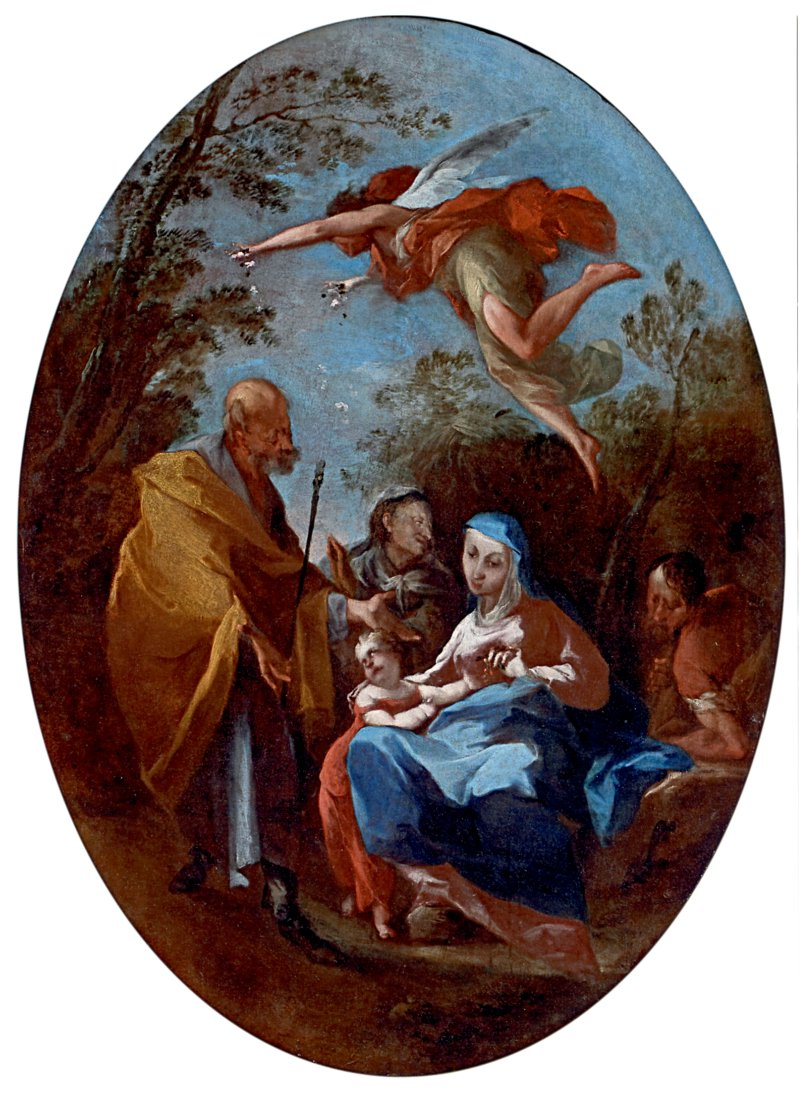
La Sacra Famiglia
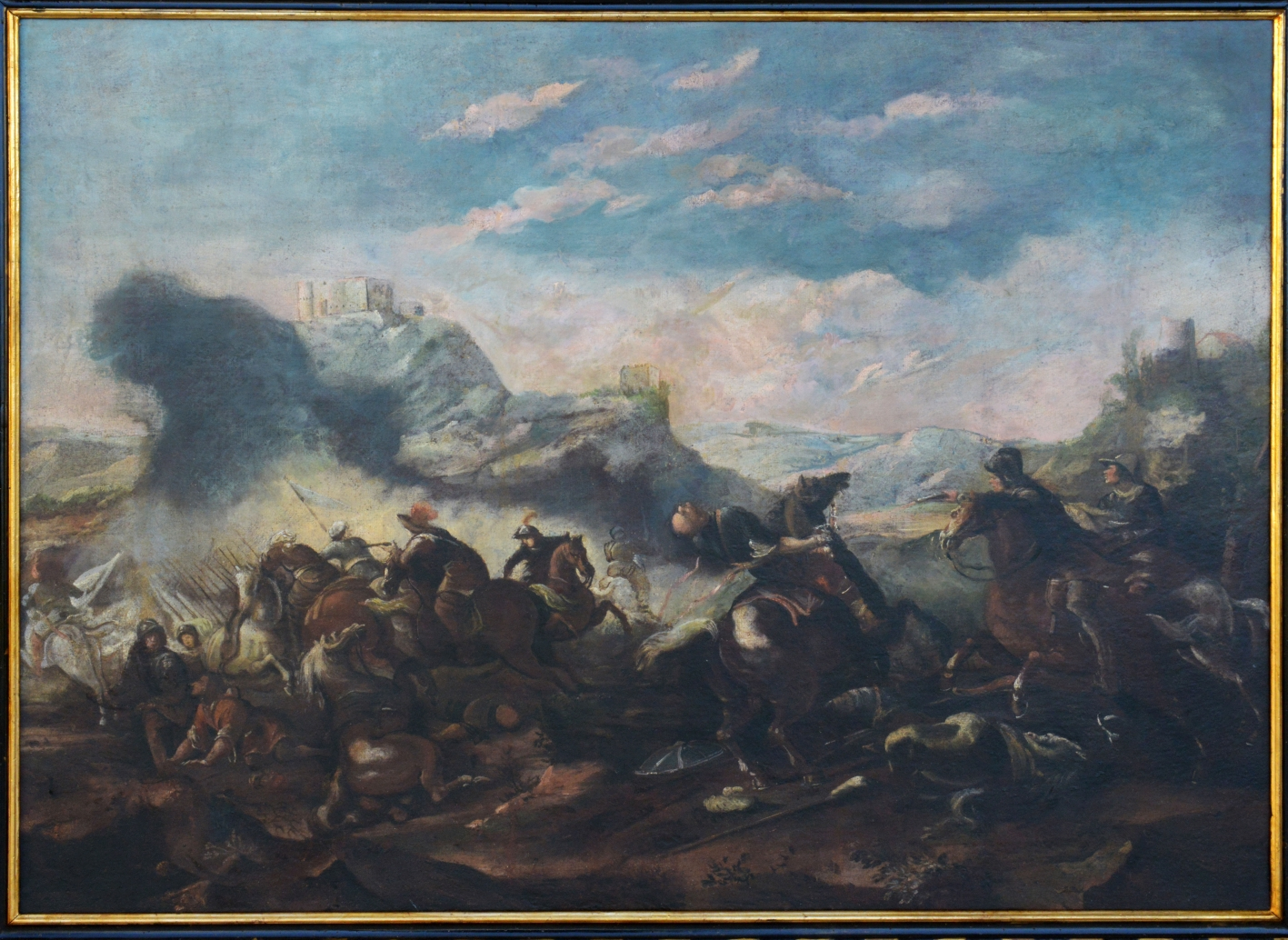
Battaglia fra Turchi e Cristiani 111*81